# جغرافيا سانت هيلينا

جزيرة سانت هيلينا

سانت هيلينا، جزيرة في جنوب المحيط الأطلسي، في منتصف الطريق بين أمريكا الجنوبية وأفريقيا. ولقد بلغت المساحة لسانت هيلينا ١٢٢ كيلومترًا مربعًا وتعتبر جزء من أراضي سانت هيلينا وأسنسيون وتريستان دا كونا التي ضمت جزيرة أسنسيون ومجموعة جزر تريستان دا كونا.

## الجغرافيا الفيزيائية

### مناخ

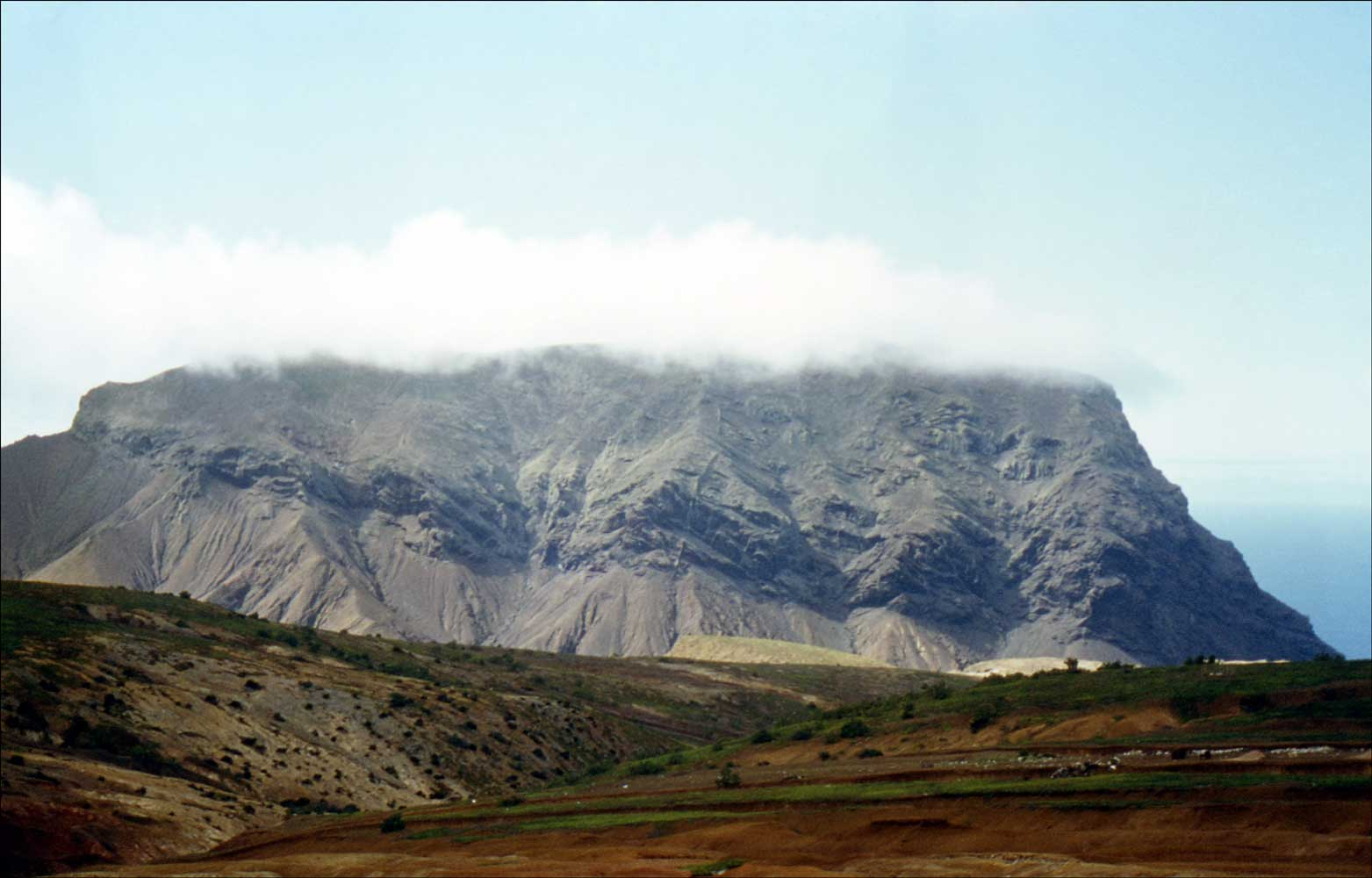
الحظيرة ، التي تشكل النقطة الشمالية الشرقية للجزيرة

يمكن وصف مناخ جزيرة سانت هيلينا بأنه مناخ استوائي وبحري ومعتدل، يخففه تيار بنغيلا والرياح التجارية والتي تهب بشكل اشبه بالمستمر. وبالمثل، فإن مناخ تريستان دا كونها بحري ومخفف بفعل الرياح التجارية، على الرغم من أن المناخ معتدل بطبيعة. جزيرة أسنسيون تعتبر أكثر دفئ ورطوبة من سانت هيلينا.

### تضاريس

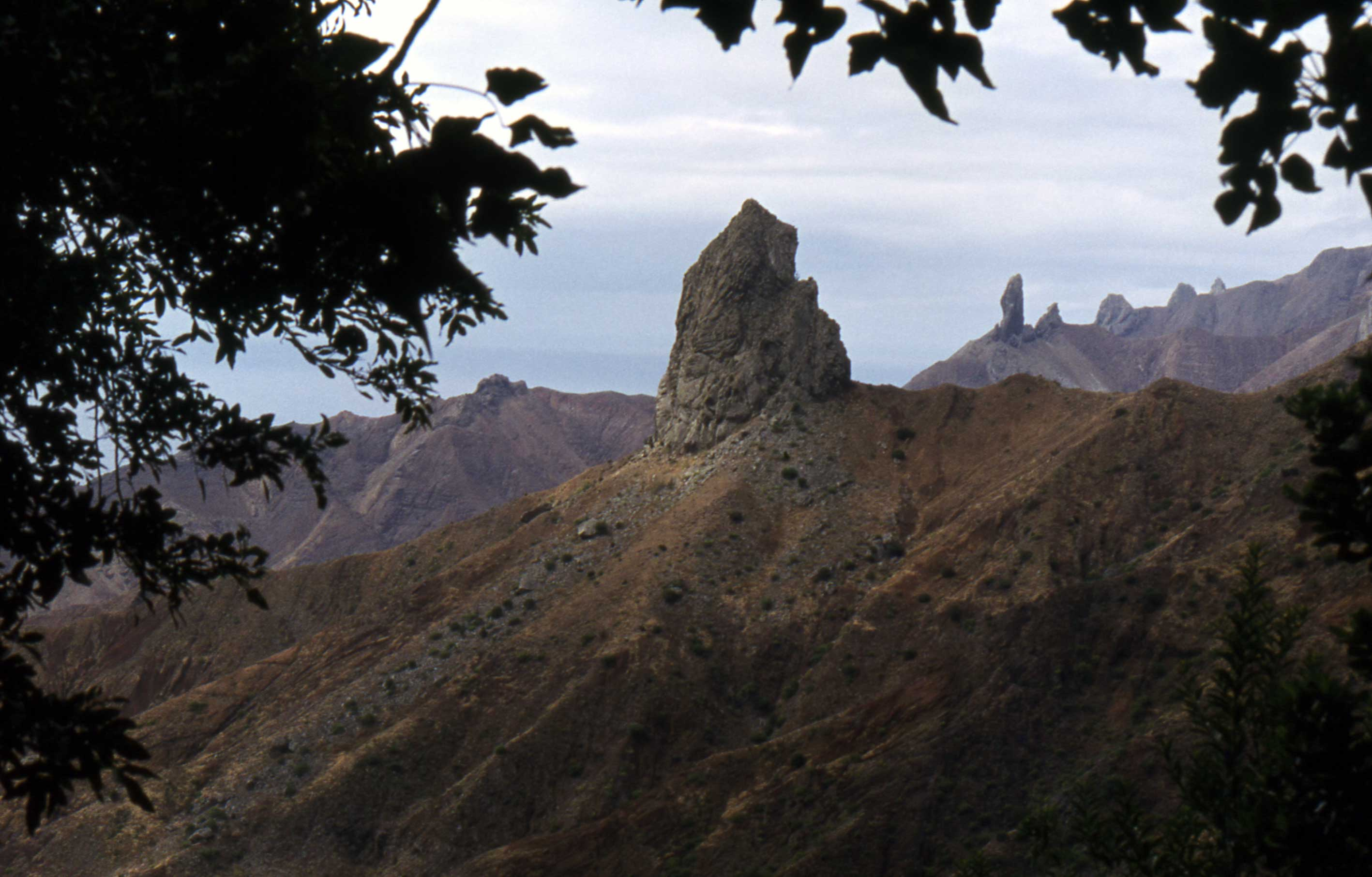
صورة "لوط" و "زوجة لوط".

تتمتع سانت هيلينا بتضاريس بركانية وعرة، بها هضاب وسهول صغيرة متناثرة، لها المساحة الأكبر من الأرض المستوية على الجزيرة هي لمنطقة خليج الازدهار في المنطقة القاحلة الشرقية. الجزر الأخرى من المجموعة لها أصل بركاني. تعتبر النقطة الاعلى في الجزيرة هي قمة ديانا ‏ تعتبر النقطة الاعلى في الجزيرة على ارتفاع ٨١٨ مترًا (٢٦٨٤ مترًا قدم)، على الرغم من قمة ماري كوين في تريستان دا كونها هي الأعلى في الأراضي البريطانية حيث انه بلغ ارتفاعها ٢٠٦٢ مترًا.
وتعد البراكين النشطة من المخاطر الطبيعية في تريستان دا كونها، على الرغم من أنها ليست كذلك في سانت هيلينا نفسها.

### جيولوجيا

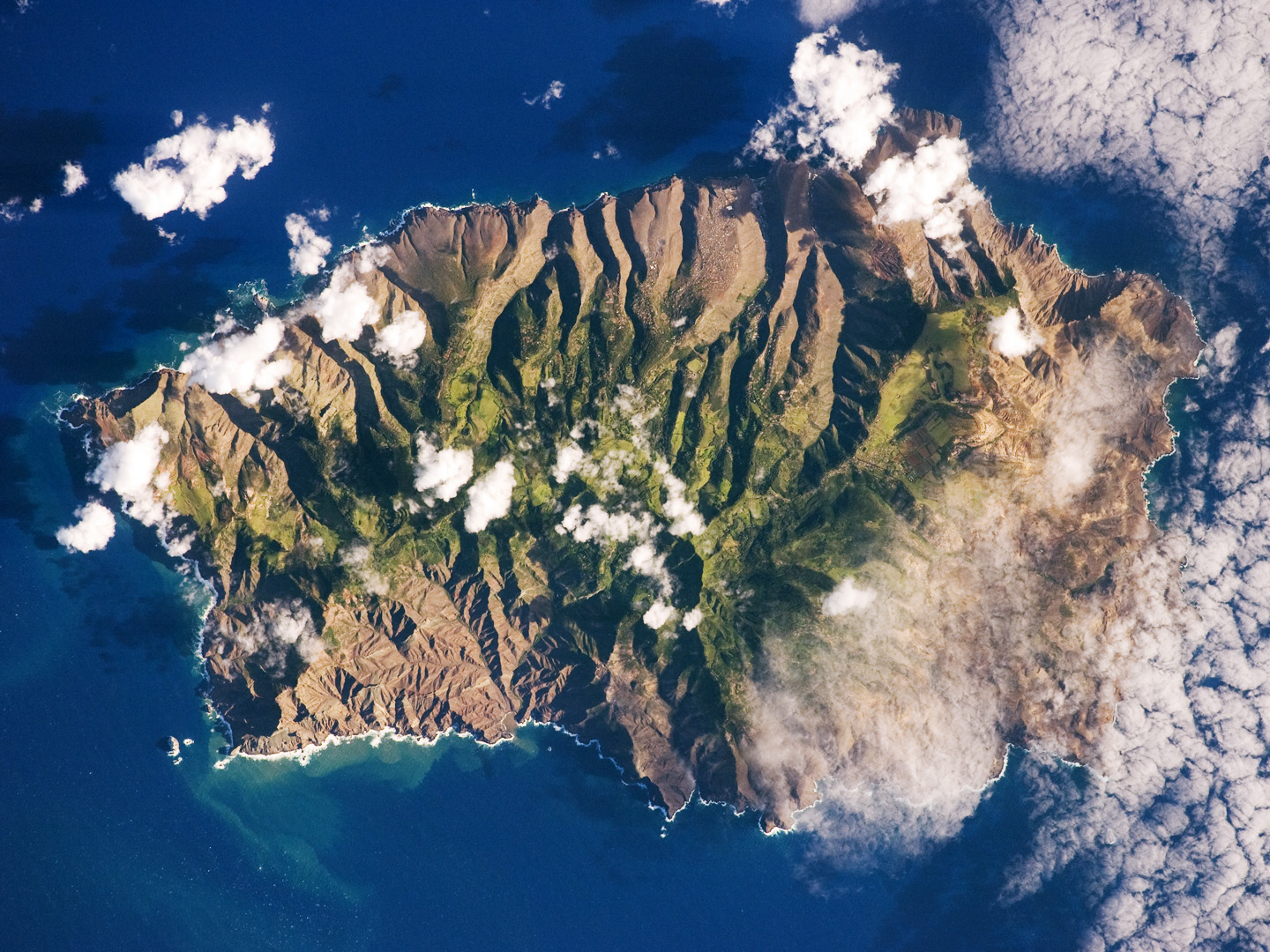
جزيرة سانت هيلينا من الفضاء.

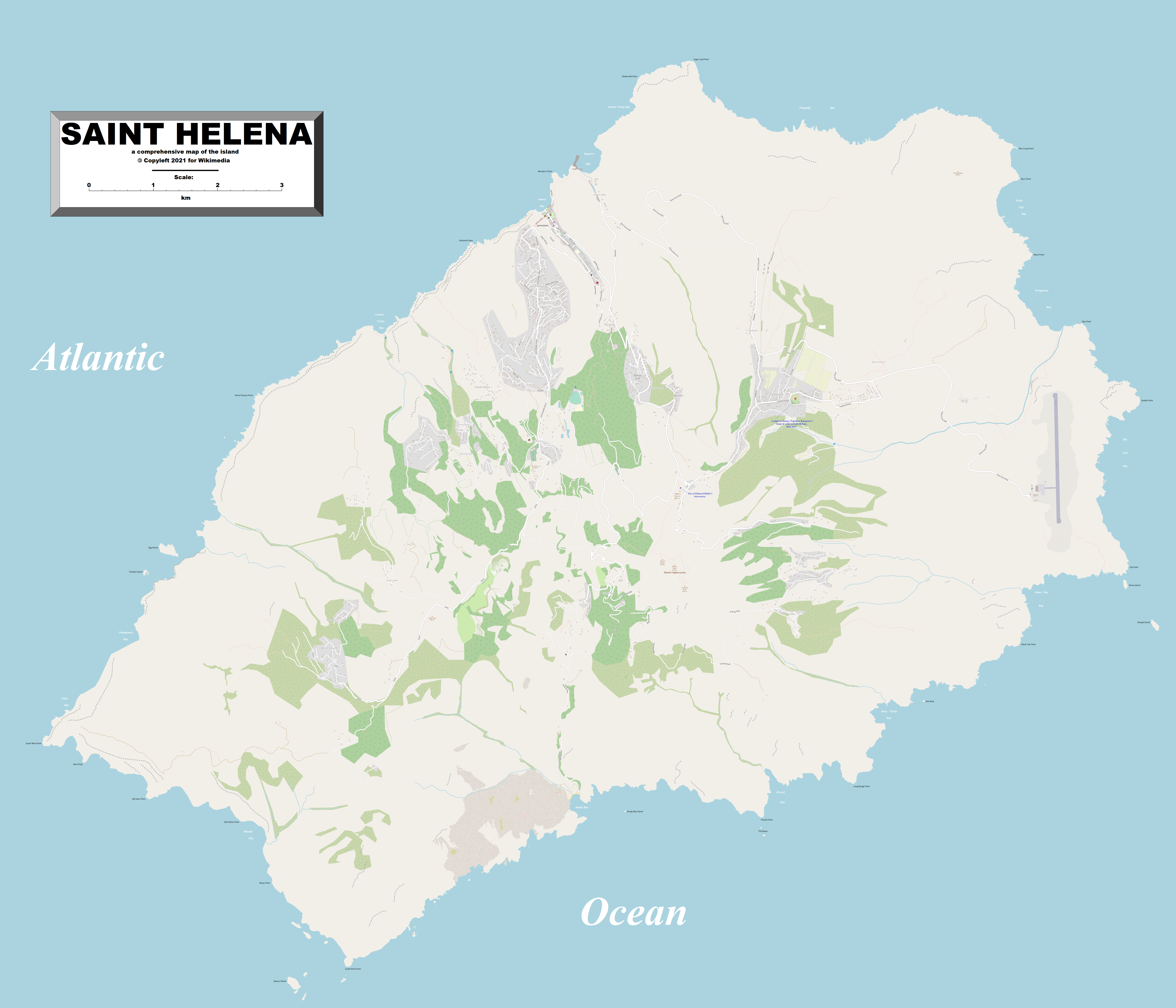
خريطة مفصلة قابلة للزيادة لسانت هيلينا.

تكونت سانت هيلينا بسبب النقطة الساخنة لسانت هيلينا التي بدأت في إنتاج الحمم البازلتية منذ مايقارب حوالي 145 مليون سنة عندما كانت قريبة من هامش الصفيحة البنائية من سلسلة جبال الأطلسي المتوسطة. وبسب حركة الصفيحة الأفريقية بعيدًا عن النقطة الساخنة جعلتها تترك سلسلة جبال سانت هيلينا البحرية، والتي من المرجح ان تتصل بخط الكاميرون البركاني. تقع سانت هيلينا، وهي اقصى نقطة جنوبية غربية على السلسلة، قريبة من هوامش الصفيحة، لكن اخر الانفجارات البركانية التي حدثت، كانت منذ مايقارب 7 ملايين سنة.
تم إجراء التحقيقات الأولى لجيولوجيا سانت هيلينا عندما زار تشارلز داروين الجزيرة في رحلته بيجل اتش ام اس في يوليو ١٨٣٦. لقد استخدم الملاحظات على سانت هيلينا لصياغة فرضية وسيطة (نُشرت عام ١٨٤٤ في كتابه «الملاحظات الجيولوجية على الجزر البركانية وأجزاء من أمريكا الجنوبية التي زارها خلال رحلة سفينة اتش ام اس» بيجل «) - الحوادث البركانية تتصاعد بشكل بطيئ تدريجيا وعرضي».

#### السمات الجيولوجية
الحظيرة عبارة عن غلاف من الحمم الصغيرة فوق الصخور الضعيفة. تتميز الحظيرة بمنحدرات على الجانب المحاذي للبحر. تطل على الحمم البركانية والتدفقات الضعيفة لوادي رأس الترك في الجنوب.
أخذت أسمائهم من قصة لوط في سفر التكوين، «لوط» و «زوجة لوط» اللذان هما عمودان منفردان من الصخور يتصدران الوديان القريبة من خليج ساندي. الأعمدة تعبر عن عمليات اقتحام صوتية، وتعتبر أكثر مقاومة لعملية التآكل من السمات البركانية المتآكلة بفعل بمرور الزمن.

### الموارد الطبيعية
تمتلك سانت هيلينا الأسماك كمورد طبيعي رئيسي. قسمَ استخدام الأراضي في مجموعة الجزر بين الأراضي الصالحة للزراعة (مع تخصيص 12.9٪ من المساحة لهذا الغرض) واستخدامات أخرى، والتي شغلت ماتبقى من النسبة 87.1٪.
اما فيما يتعلق بالمطالبات البحرية، ف إن سانت هيلينا تمتلك منطقة صيد حصرية تبلغ 200 ميل بحري، وبحر إقليمي يبلغ اثني عشر ميلًا بحريًا.

### جزر
هناك العديد من الجزر الصغيرة قبالة ساحل جزيرة سانت هيلينا نفسها. منطلقةً من الشمال وتتحرك في اتجاه عقارب الساعة، هذه هي: الصخرة، الصخرة الملحية، جزيرة سبيري، الصخرة المسطحة، الإبرة، السفلى والعليا الضخرة السوداء، جزيرة الطائر، الصخرة السوداء، جزيرة وادي طومسون، جزيرة الذروة، جزيرة البيض، كرسي سيدة، صخرة خفيفة، الحافة الطويلة، والصخرة الحمراء.

## علم البيئة
تؤوي سانت هيلينا مالا يقل عن ٤٠ نوعًا من النباتات غير المعروفة في أي منطقة آخرى في العالم، وأسنشن هي أرض خصبة للسلاحف البحرية وخطاف البحر.

## المناطق
تنقسم جزيرة سانت هيلينا إلى ٨ مناطق تستخدم لأغراض انتخابية وإدارية.

## روابط خارجية
- "Website documenting geological formation of St. Helena". مؤرشف من الأصل في 2006-05-16.